# Isola di Lipari
Lipari è un'isola italiana appartenente all'arcipelago delle isole Eolie, in Sicilia.
È parte del comune di Lipari assieme alle altre isole Eolie, eccetto l'isola di Salina, il cui territorio è suddiviso nei tre comuni di Santa Marina Salina, Malfa e Leni. In antichità era già nota col nome Lipara (Λιπάρα, da λιπαρός in greco antico, che significa grasso, untuoso, e per estensione brillante, ricco e fertile). Era chiamata anche Milogonide o Meligunide (Milogonis o Meligunis, Μελιγουνίς).

## Evoluzione geologica e fenomeni vulcanici
L'isola di Lipari, come tutte le isole Eolie, è il risultato di una complessa serie di eruzioni vulcaniche che si sono succedute nel corso dei millenni. Avendo eruttato per l'ultima volta nel 1230, è da considerarsi un vulcano ancora attivo, pur in fase quiescente.

## Storia
(Diodoro Siculo, Bibliotheca historica - V, 10)

## Centri abitati principali

### Lipari

#### Il paese

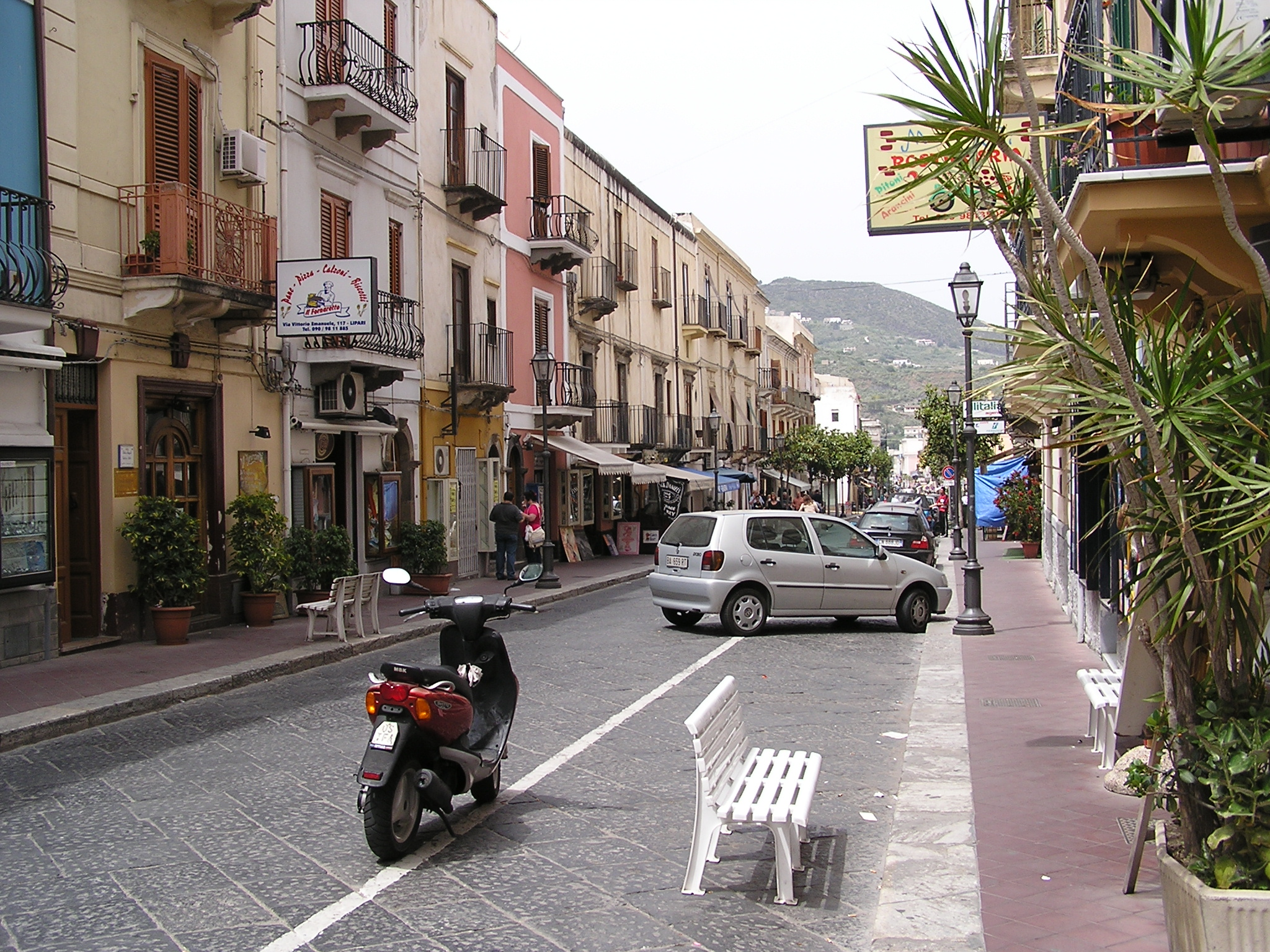
Corso Vittorio Emanuele II, il principale asse viario del centro storico di Lipari

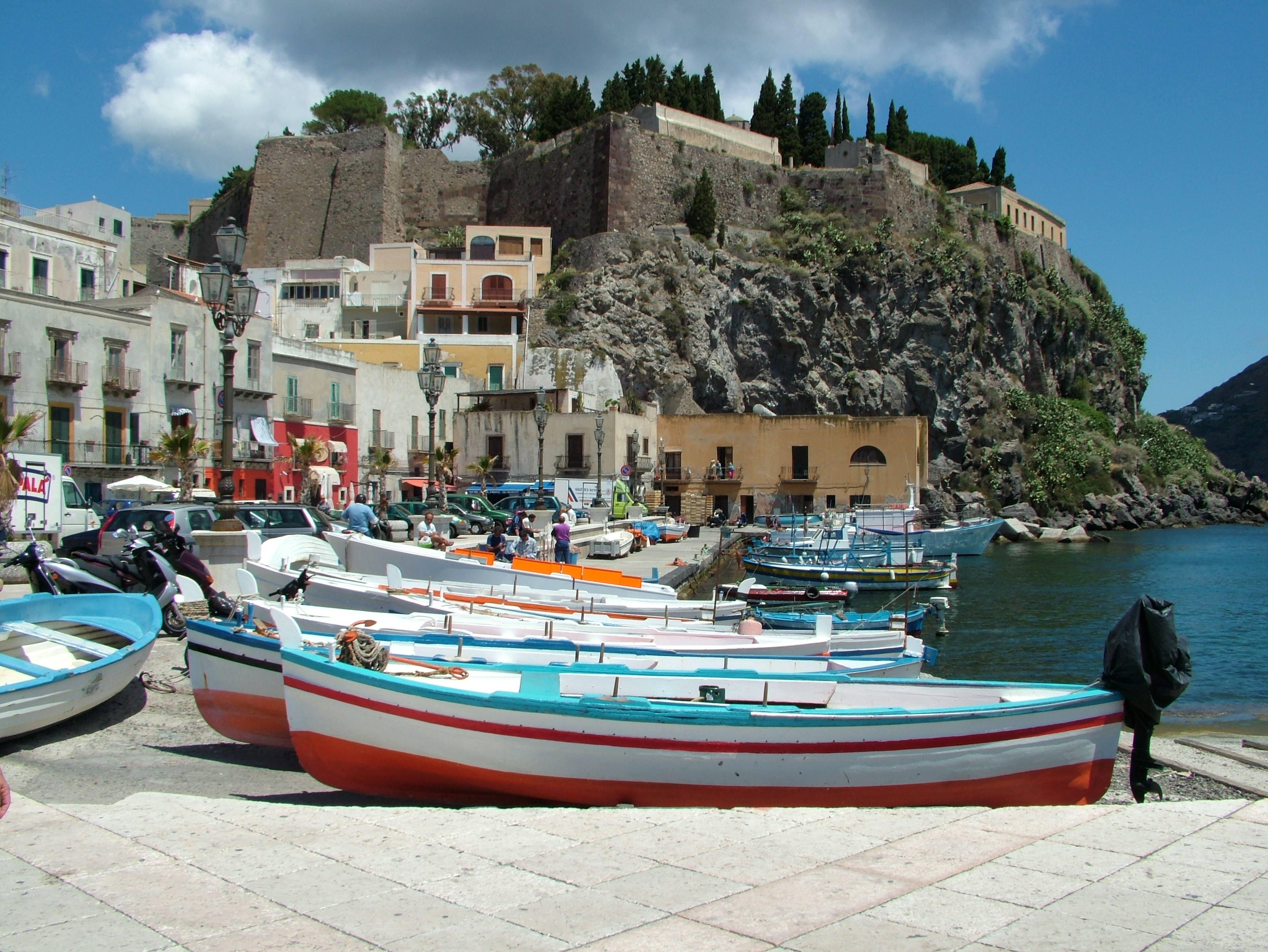
La piazza di Marina Corta. Sullo sfondo la rocca del Castello di Lipari

Nel paese principale, che porta lo stesso nome dell'isola, la via più frequentata è il corso Vittorio Emanuele, conosciuta dagli abitanti semplicemente come "Il Corso". La strada più caratteristica è la via Garibaldi, da cui si dipartono numerosi vicoli. Essa congiunge il castello di Lipari con Piazza Ugo di Sant'Onofrio, detta "Marina Corta". Quest'ultima è una delle piazze più caratteristiche delle Eolie, di forma irregolare, affacciata sul mare e ricca di bar e ristoranti. All'estremo est della piazza c'è la rocca del Castello di Lipari, mentre sul lato mare si staglia la storica Chiesa delle Anime del Purgatorio. La piazza, grazie alla sua posizione, è molto frequentata soprattutto nelle sere estive.
Un'altra piazza del centro storico di Lipari è la Piazza Giuseppe Mazzini, nota come "Sopra la Civita". Da qui si può accedere al castello e alla cattedrale. La piazza, in ristrutturazione dal 2011 e riaperta nel 2018, è la sede del Municipio. Un'altra strada importante è via Francesco Crispi, nota come Marina Lunga, un lungomare che collega il paese di Lipari con Canneto.

#### Il museo e i monumenti
Il museo archeologico regionale eoliano, con sede nel complesso del Castello di Lipari, è uno dei più importanti del Mediterraneo e presenta circa cinquanta sale, nelle quali i materiali archeologici sono esposti in ordine cronologico. Si possono ammirare materiali preziosi provenienti sia dall'abitato, che dai corredi funerari, vasi, cippi, steli tombali e sarcofagi in pietra che testimoniano dell'evoluzione del culto dei defunti. Inoltre ceramiche di tipi e fogge varie, maschere teatrali e statue fittili.
La visita è facilitata anche dalle didascalie in italiano e inglese riportate sia in versione dettagliata, sia riassuntiva, per una rapida lettura.
Il centro storico di Lipari è dominato dalla cinta fortificata detta Castello posta su un'alta rupe a picco sul mare. L'abitato inizialmente forse privo di cortina muraria difensiva ha trovato difesa nel salto di quota che domina sia la pianura che il mare. La cinta muraria sembra sia stata realizzata in blocchi isodomi (parallelepipedi regolari e modulari) nel IV secolo a.C., e di essa rimangono le prime assise di una torre del IV-III secolo a.C. Ulteriori strutture si datano al Medioevo e propriamente al secolo XI e poi XIII. Infine le cortine murarie sono di epoca spagnola. All'interno della cinta vi è una ampia stratigrafia che dall'inizio del II millenni a.C. giunge sino a età medievale e moderna. La cattedrale di San Bartolomeo, votata nel 1084 e probabilmente edificata in età ruggeriana (1130 d.C. c.a) e rimaneggiata in varie epoche, fino al 1861 con la facciata in stile tardo baroccheggiante. A fianco i resti del Monastero del Santissimo Salvatore normanno, con un pregevolissimo chiostro in cui colonne e capitelli sono in parte di riuso da monumenti romani e in parte di realizzazione medievale.

## Cucina

### Dolci
Come in ogni zona della Sicilia anche a Lipari, e nelle isole Eolie in generale, si sono sviluppate tradizioni particolari riguardanti la cucina e in particolar maniera per quanto riguarda la produzione di dolci. I più famosi sono le nacatole e gli spicchitedda.

#### Nacatole
Il dolce si compone di una pasta esterna e di un ripieno interno. La pasta esterna è a base di farina, strutto, uova e zucchero mentre quella interna è per lo più un impasto di mandorle, zucchero, succo di mandarino e spezie varie (cannella, chiodi di garofano ecc.). La particolarità del dolce è che una volta composto, come una specie di tortello, la pasta esterna viene decorata con l'uso di pinzette e lamette in maniera tale da ottenere delle lavorazioni elaborate e dall'impatto stilistico elevato.

#### Spicchitedda
Al pari delle nacatole, sono i dolci tipici eoliani che si preparano durante il periodo natalizio. I dolci sono caratterizzati da un colore bruno acceso dovuto all'uso di mosto cotto, comunemente detto vino cotto, e sono particolarmente speziati. L'impasto è composto da farina, zucchero, vino cotto, strutto e aromatizzato secondo i gusti e le tradizioni familiari da chiodi di garofano, zest d'arancia o mandarini e cannella.

## Tradizioni e folclore
Una vecchia tradizione della frazione di Quattropani è quella di mettere delle zucche secche a protezione delle porte delle case per tenere alla larga le mahare (delle streghe); inoltre una leggenda afferma che in piena notte tre donne, vestite di nero, si aggirano per le strade.
Secondo una leggenda locale esisterebbe un minuscolo essere fatato chiamato u fuddittu (il folletto), o anche u cappidduzzu (piccolo cappello), che viene visto compiere grossi balzi da una cima all’altra dei monti dell’isola. Il folletto può sia dispensare ricchi doni che fare dispetti e cattiverie.

## Collegamenti e trasporti

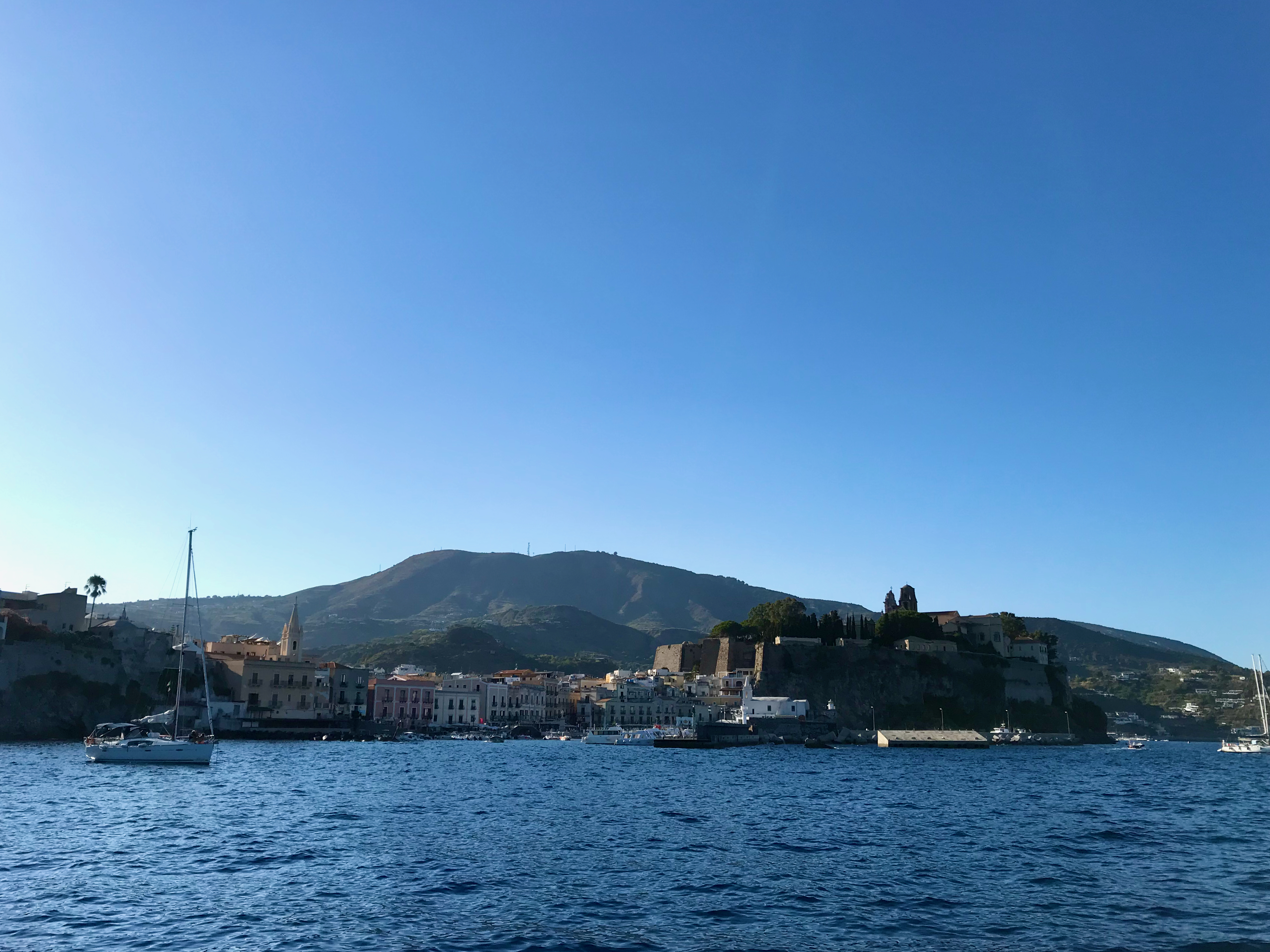
Marina Corta (uno dei porti di Lipari) vista dal mare

### Dalla Sicilia
- Traghetto da Milazzo operato da Siremar. Tempo di viaggio: circa due ore.
- Nave da Milazzo operato da NGI con partenza alle 6:30 e 21:00. Tempo di viaggio: circa due ore e mezzo.
- Aliscafo da Milazzo operato da Liberty Lines. Tempo di viaggio, circa un'ora.
- Aliscafo da Palermo, via Cefalù, operato da Liberty Lines o da SNAV solo in alcuni periodi dell'anno.
- Aliscafo da Messina operato da Liberty Lines con partenza alle 14:10.

### Dall'Italia continentale
- Nave da Napoli operata da Siremar, con partenza alle 21:00 da Napoli e arrivo a Lipari alle 10:30 del giorno dopo. Il collegamento è previsto solo alcuni giorni della settimana, variabili a seconda della stagione.
- Aliscafo da Reggio Calabria operato da Liberty Lines con partenza alle 13:25, solo nel periodo estivo
- Aliscafo da Napoli operato da Liberty Lines o da SNAV solo in alcuni periodi dell'anno.
- Aliscafo da Salerno operato da Alicost solo nel periodo estivo.

## Curiosità
Dopo la seconda guerra mondiale, qui fu posta al confino Edda Ciano, una delle figlie di Mussolini.